# 九年義務教育
九年義務教育可能指
- 中华人民共和国的中华人民共和国义务教育
- 台灣的九年一貫課程